# Trubbel i paradiset
Trubbel i paradiset (originaltitel: Couples Retreat) är en amerikansk komedifilm från 2009 som är regisserad av Peter Billingsley och skriven av Jon Favreau, Vince Vaughn och Dana Fox. Den hade premiär i USA den 9 oktober 2009. Filmen spelades in på paradisön Bora Bora som tillhör Franska Polynesien och ligger mellan Australien och Sydamerika.

## Handling
Av ren sympati följer tre par med till paradisön Eden för att hjälpa ett fjärde par med deras äktenskapsproblem. Väl där framkommer det att paketresan innehåller parterapi för samtliga av dessa åtta personer, och drömmen förvandlas på kort tid till mardröm.

## Roller
- Vince Vaughn - Dave
- Malin Åkerman - Ronnie
- Jon Favreau - Joey
- Kristin Davis - Lucy
- Jason Bateman - Jason
- Kristen Bell - Cynthia
- Faizon Love - Shane
- Kali Hawk - Trudy
- Jean Reno - Marcel, terapeut och grundare av resorten